# Фонтичеле (Мачерата)
Фонтичеле (итал. Fonticelle) насеље је у Италији у округу Мачерата, региону Марке.
Према процени из 2011. у насељу је живело 13 становника. Насеље се налази на надморској висини од 573 м.